# 小山昭雄
小山 昭雄（こやま あきお、1955年4月3日 - ）は、日本のファゴット奏者。トロッシンゲン国立音楽大学教授、洗足学園音楽大学教授。
NHK番組『趣味の園芸』などの解説者を務める小山征男は実の兄。

## 経歴
神奈川県横浜市栄区（当時戸塚区）出身。中学生の時リコーダーを大竹尚之に師事。横浜市立戸塚高等学校卒業後、洗足学園音楽大学の入学試験時にファゴットに転向、同大学に入学。
在学中、ファゴットをNHK交響楽団奏者西川隆と首席奏者の霧生吉秀に師事し、神奈川フィルハーモニー管弦楽団の首席ファゴット奏者を1年間務めた。大学3年生の時、ベルリンのカラヤン・コンクールに洗足学園音楽大学オーケストラで参加。
1977年にデトモルト国立音楽大学に入学、1978年にドイツのダルムシュタット国立歌劇場管弦楽団の首席ファゴット奏者に就任。1981年に日本でのデビュー・リサイタルを東京文化会館で行う。1985年からニッポン・オクテットでワールドコンサートツアーに参加。
1995年にヨーロッパ各地の音楽大学での公開講座、ファゴット・レッスンを行い、ルーマニア国立クルジュナポカ音楽大学、フランス、モンペリエ市立高等学院より表彰を受けた。

## 受賞歴
- 1970年 第10回神奈川県青少年音楽コンクール、リコーダー・ソロ最優秀賞受賞。
- 1978年 アンコナ国際音楽コンクール 入賞
- 1981年 プラハの春国際音楽コンクール 特別名誉賞受賞

## 主な経歴
- 1975年 - 神奈川フィルハーモニー管弦楽団ソロ・ファゴット奏者（〜1976年）
- 1978年 - ダルムシュタット国立劇場首席ファゴット奏者（〜1986年）
- 1986年 - シュトゥットガルト国立歌劇場首席ファゴット奏者（〜1995年）
- 1986年 - シュトゥットガルト国立音楽大学ファゴット講師
- 1990年 - サイトウ・キネン・オーケストラ　ソロ・ファゴット奏者
- 1995年 - ミュンヘン・フィルハーモニー管弦楽団客演ソロ・ファゴット奏者（〜1997年）
- 1995年 - トロッシンゲン国立音楽大学教授
- 2006年 - 洗足学園音楽大学教授
- 2006年 - 台湾の台北国立音楽大学、高雄国立師範大学客員教授

## 参照
小山 昭雄：管楽器 - 指導陣 | 洗足学園音楽大学